# Neopotamolejeunea tenera
Neopotamolejeunea tenera là một loài Rêu trong họ Lejeuneaceae. Loài này được (Sw.) Reiner, Maria Elena mô tả khoa học đầu tiên năm 2000.